# Aureliaanse Muur
De Aureliaanse Muur (Latijn: Muri Aureliani) is een antieke stadsmuur in Rome. De muur ontleent zijn naam aan keizer Aurelianus, die in 271 opdracht gaf tot de bouw.

## Geschiedenis

### Aanleiding
Rome had al in zijn vroegste jaren verdedigingsmuren. Deze stonden oorspronkelijk alleen om de heuvels heen waar zich de vroege nederzettingen bevonden, waaronder de Capitolijn en Palatijn. In de 6e eeuw v.Chr. liet koning Servius Tullius een muur bouwen die alle belangrijkste heuvels van de stad omringde. Deze muur werd na de Gallische inval van Brennus (390 v.Chr.) herbouwd en behield zijn defensieve functie tot aan het einde van de republikeinse tijd. Rond het begin van de jaartelling was het Romeinse rijk zo machtig geworden dat geen vijand meer bij machte was de hoofdstad aan te vallen. Daarbij was de stad Rome sterk gegroeid en stond de bebouwing al buiten de omwalling. De Muur van Servius Tullius verloor zo zijn functie en verdween langzaam uit de stad. De oorspronkelijke stadspoorten werden afgebroken en vervangen door sierlijke triomfbogen.
Deze periode van vrede duurde meer dan 250 jaar, tot de crisis van de derde eeuw het rijk zo had verzwakt dat barbaarse stammen uit Germania het noorden van het Italische schiereiland weer konden binnenvallen. Lucius Domitius Aurelianus werd in 270 door het leger tot keizer uitgeroepen en het lukte hem de stabiliteit in het rijk te herstellen. Aurelianus zag in dat een aanval op Rome zelf ook niet langer ondenkbaar was en gaf opdracht tot de bouw van een nieuwe stadsmuur, die een groot deel van de toenmalige stad zou omringen.
Aurelianus heeft de voltooiing van zijn grootste bouwwerk niet meer mee kunnen maken. Hij werd in september 275 vermoord door de pretoriaanse garde. De muur werd rond 280 onder zijn opvolger Probus afgebouwd.

### Bouw van de muur
De Aureliaanse muur werd om de stadswijken aan beide zijden van de Tiber gebouwd. Om de muur snel en goedkoop te kunnen bouwen werden veel bestaande bouwwerken versterkt en in de muur opgenomen. Onder andere het Amphitheatrum Castrense, de Castra Praetoria, de Piramide van Cestius en een deel van het Aqua Claudia aquaduct werden zo ingebouwd en bleven om deze reden tot op heden bewaard. Er wordt geschat dat ongeveer tien procent van de muur bestaat uit oudere constructies.

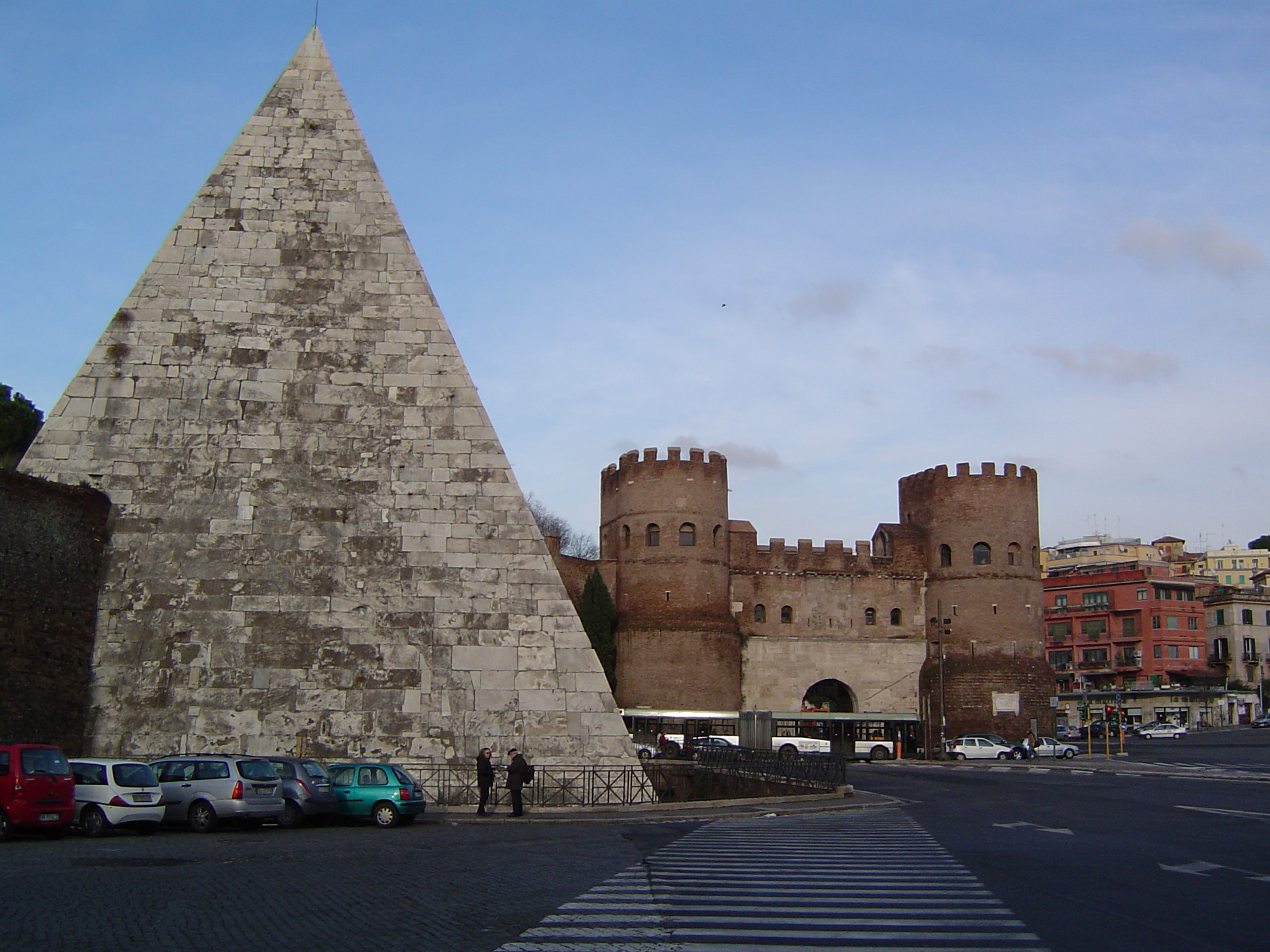
De Piramide van Cestius, ingebouwd in de Aureliaanse Muur naast de Porta San Paolo

De uit bakstenen bestaande muur was oorspronkelijk 6 meter hoog en 3,5 meter diep. Er waren 18 stadspoorten. De muur had 383 wachttorens, deze werden op ongeveer 30 meter van elkaar gebouwd zodat iedere vijand die de stad wilde aanvallen binnen het bereik kwam van de wapens die op de torens geplaatst waren. De muur telde verder ongeveer 7000 kantelen, 2066 geschutspoorten en 166 latrines. De totale lengte van de muur was bijna 19 kilometer. Om te voorkomen dat vijandelijke schepen via de Tiber de stad konden binnendringen werd een zware ketting gespannen tussen twee torens op beide oevers van de Tiber. Hiermee werd rivier ’s nachts afgesloten.
De muur omsloot niet het hele grondgebied van de stad. Slechts 1372 van de ongeveer 1800 hectare bevond zich binnen de muur. Vooral delen van de stad op de westelijke oever van de Tiber vielen er buiten. Monumenten als de Vaticaanse Naumachie en het voormalige Circus van Nero bevonden zich nu ook buiten de muur, al waren deze inmiddels al niet meer in gebruik. Andere buitengesloten stadsdelen waren dunbevolkt en daar lagen voornamelijk tuinen en villa's.

### Verdere geschiedenis
De zes meter hoge muur was ontworpen om een stormloop van vijandige soldaten tegen te houden, maar de muur was niet geschikt voor een langdurige belegering. Daarom liet keizer Maxentius (306-312), die een aanval vreesde van zijn grote rivaal Constantijn, al na ongeveer 30 jaar de muur sterk ophogen, de grote poorten verstevigen en een aantal kleine poorten sluiten. Opmerkelijk is dat toen Constantijn uiteindelijk met zijn leger bij Rome arriveerde, Maxentius besloot om niet binnen zijn net opgehoogde muren te blijven. Hij trok met zijn hele leger de stad uit om slag te leveren bij de Milvische Brug en kwam daarbij om het leven.
Aan het einde van de 4e eeuw werd Rome bedreigd door invallen van de Goten en Vandalen. Hiervoor liet keizer Honorius in 401 en 402 grote verbeteringen in de muur aanbrengen. De muur werd verder opgehoogd tot 11 meter en de stadspoorten werden extra verstevigd. In deze tijd werd ook het Mausoleum van Hadrianus, de huidige Engelenburcht, omgebouwd tot een fort en in de verdedigingswerken van de stad opgenomen. De omvang van de muur zorgde toen al voor een probleem, want door krimping van de bevolking in Rome had men niet genoeg soldaten meer in de stad om de 19 kilometer lange muur te bemannen. Desondanks bleek de muur een werkzaam schild tegen de invallen van de barbaren. De Goten en Vandalen die Rome in de eerste helft van de 5e eeuw plunderden konden de muur niet doorbreken. In plaats hiervan moesten ze een list gebruiken; ze sloopten de aquaducten waardoor de Romeinen zonder drinkwater kwamen te zitten, zodat ze gedwongen werden hun stadspoorten te openen.

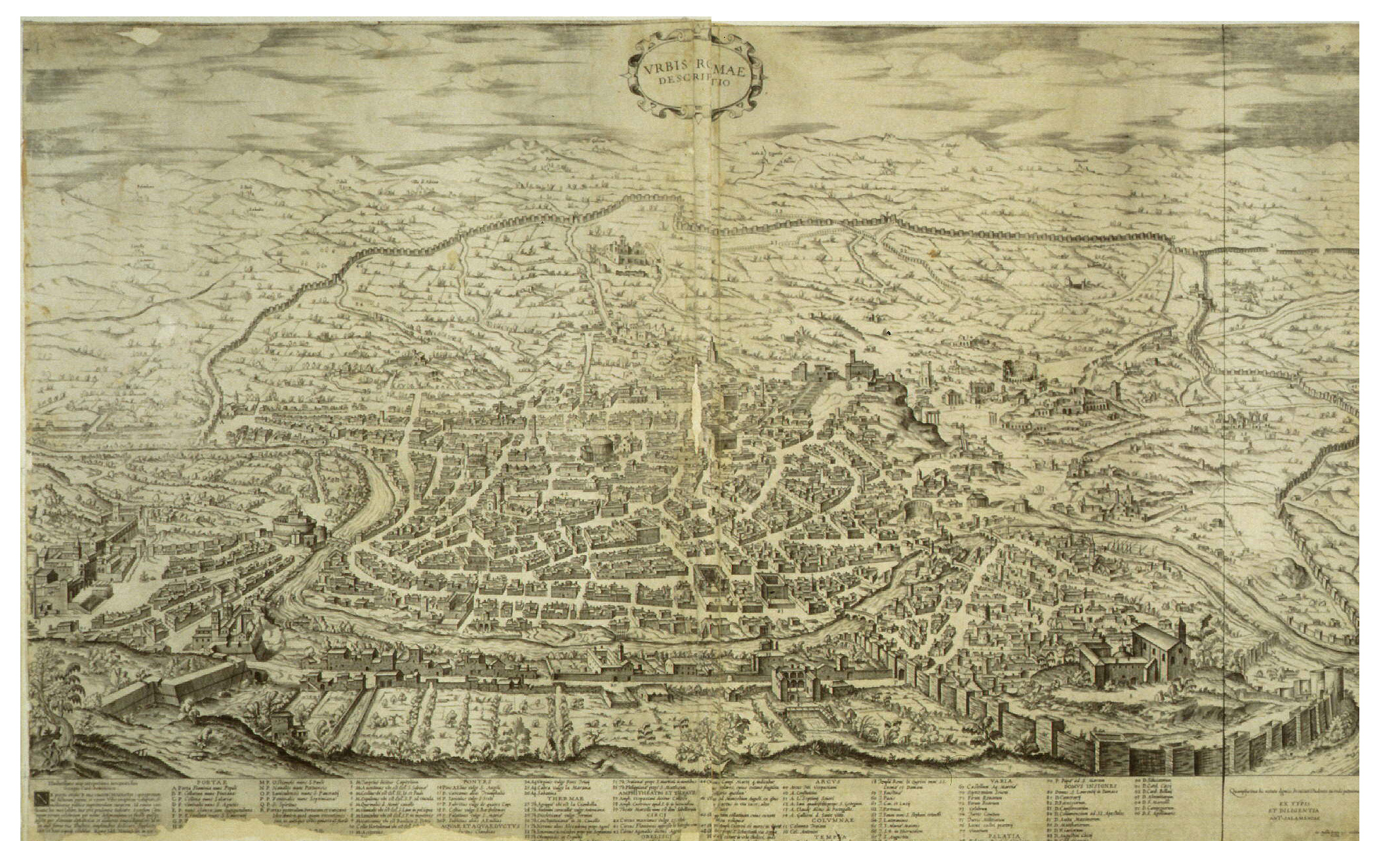
Kaart van Rome uit 1555 waarop grote delen van Rome binnen de muur onbewoond zijn

### Na de oudheid
Na de Val van het West-Romeinse Rijk in 476, en vooral tijdens de Gotische Oorlog (535-554) tussen de Byzantijnen en de Ostrogoten, raakte de stad grotendeels ontvolkt. De Aureliaanse Muur was nu veel te groot voor de kleine stad die resteerde. De Romeinse bevolking concentreerde zich grotendeels op het Marsveld en in Trastevere. In de overige verlaten delen van de stad, bouwden de rijken grote villa's en werden tuinen aangelegd.
Wegens de belangrijke defensieve functie van de Aureliaanse Muur is deze, in tegenstelling tot de vele andere antieke monumenten in Rome, wel altijd onderhouden door de pausen en het stadsbestuur. Op een aantal plaatsen is de muur nog uitgebreid met extra verdedigingswerken en bastions om ook bescherming te kunnen bieden tegen vuurwapens. Plannen om grote delen van de muur te herbouwen zijn wegens geldgebrek nooit uitgevoerd.
In 1642 bouwde paus Urbanus VIII een nieuwe stadsmuur om het stadsdeel op de westelijke Tiberoever. De oudere Aureliaanse Muur in deze wijk viel grotendeels binnen de omwalling van de nieuwe en grotere muur en werd daarom afgebroken.
De muur behield zijn defensieve functie tot 20 september 1870, toen tijdens de Italiaanse eenwording de Piëmonteze troepen van het Koninkrijk Italië met kanonnen een bres in de muur sloegen bij de Porta Pia. Door deze bres viel het leger de stad binnen en maakte vervolgens een einde aan de Kerkelijke Staat van paus Pius IX.

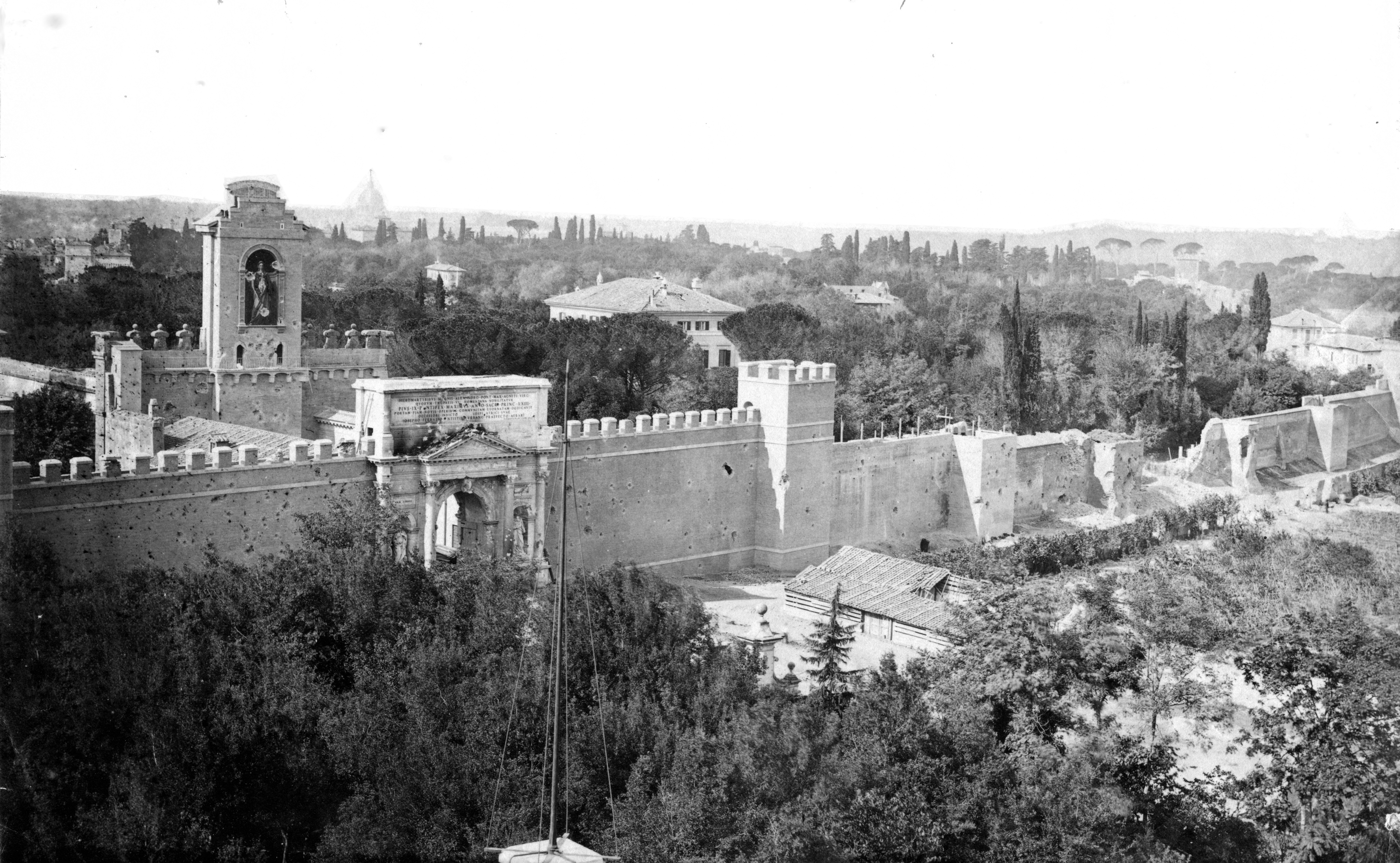
De Porta Pia, eind 19e eeuw met de bres (rechts)

## De Muur tegenwoordig
Ongeveer 13 kilometer van de muur op de oostelijke Tiberoever is in redelijke staat bewaard gebleven. In het bijzonder de zuidelijke sectie is nog in goede staat. Het westelijke deel, op de linkeroever van de Tiber, is op een paar fragmenten na geheel verdwenen nadat in de 16e eeuw de Muur van Urbanus VIII werd gebouwd.
Vanaf het einde van de 19e eeuw heeft men veel middeleeuwse bouwwerken en andere constructies van de muur verwijderd, om de muur in de oorspronkelijke antieke staat te kunnen herstellen. In de moderne tijd is de verkeersdruk in Rome sterk toegenomen. Omdat de muur voor het verkeer een grote belemmering vormt, zijn er op een aantal plaatsen nieuwe grote doorgangen gemaakt om de vele auto’s door te kunnen laten.
De Aureliaanse Muur heeft zich door de eeuwen heen veel robuuster getoond dan de architecten van Aurelianus zich hadden kunnen voorstellen. Na zeventien eeuwen met oorlogen, verwering en aardbevingen staat een groot deel nog steeds overeind. In de moderne tijd zijn wel enkele delen van de muur ingestort, die in de middeleeuwen slecht zijn gerepareerd. Zware regenval had de constructie aangetast. Deze delen zijn weer herbouwd.

## Museum
In en bij de Porta San Sebastiano is het Museo delle Mura geopend. Hier wordt informatie gegeven over de bouw van de muur en hoe de verdedigingswerken functioneerden. Tevens is het mogelijk om hier op een deel van de muur te lopen.

## Stadspoorten
De muur had in de tijd van Aurelianus zestien stadspoorten. Twee bestaande poorten van de Castra Praetoria maakten ook deel uit van de Aureliaanse Muur, maar deze werden al enkele jaren na de opname van de Castra in de muur gesloten. Er waren vier hoofdpoorten; de Porta Flaminia en de Porta Appia waar de belangrijkste Romeinse wegen naar het noorden en zuiden begonnen, en de Porta Portuensis en Porta Ostiensis waar de wegen begonnen naar de twee zeehavens op beide oevers van de monding van de Tiber. Deze vier hoofdpoorten hadden allen een dubbele doorgang. De overige poorten hadden een enkelvoudige poort. Er zijn nog elf poorten uit de Romeinse tijd overgebleven. De andere poorten zijn herbouwd of geheel verdwenen. In de Renaissance zijn de Porta Pia en de Porta San Giovanni in de muur bijgebouwd.

### Lijst van stadspoorten (Porte)
Beginnend bij de noordelijkste poort en met de klok mee.

#### Op de oostelijke oever van de Tiber
| Huidige naam                          | Oorspronkelijk            | Weg                             | Bijzonderheden                                                                | Afbeelding |
| ------------------------------------- | ------------------------- | ------------------------------- | ----------------------------------------------------------------------------- | ---------- |
| Porta del Popolo                      | Porta Flaminia            | Via Flaminia                    | Herbouwd in 1475                                                              |            |
| Porta Pinciana                        | Porta Pinciana            |                                 |                                                                               |            |
| Porta Salaria                         | Porta Salaria             | Via Salaria                     | Afgebroken in 1870                                                            |            |
| Porta Pia                             | -                         | Via Nomentana                   | Gebouwd in 1564                                                               |            |
| Porta Nomentana                       | Porta Nomentana           | Via Nomentana                   | Gesloten in 1564 en vervangen door Porta Pia                                  |            |
| Porta Praetoriana                     | Porta Praetoriana         |                                 | De noordelijke poort van de Castra Praetoria. Gesloten begin 4e eeuw          |            |
| Porta Principalis Dextera             | Porta Principalis Dextera |                                 | De oostelijke poort van de Castra Praetoria. Gesloten begin 4e eeuw           |            |
| Porta Clausa                          | Onbekend                  |                                 | Kleine poort naast de Castra Praetoria. Gesloten sinds late oudheid           |            |
| Porta Tiburtina, of Porta San Lorenzo | Porta Tiburtina           | Via Tiburtina                   | Versterkte triomfboog in voormalig aquaduct.                                  |            |
| Porta Maggiore                        | Porta Praenestina         | Via Praenestina en Via Labicana | Versterkte triomfboog in voormalig aquaduct. Fortificaties afgebroken in 1838 |            |
| Porta San Giovanni                    | -                         | Via Campina                     | Gebouwd in 1574. Bij de basiliek Sint-Jan van Lateranen                       |            |
| Porta Asinaria                        | Porta Asinaria            | Via Asinaria                    | Gesloten rond 1574 en vervangen door Porta San Giovanni                       |            |
| Porta Metronia                        | Porta Metrovia            |                                 | In de middeleeuwen ook waterpoort                                             |            |
| Porta Latina                          | Porta Latina              | Via Latina                      |                                                                               |            |
| Porta San Sebastiano                  | Porta Appia               | Via Appia                       |                                                                               |            |
| Porta Ardeatina                       | Porta Ardeatina           | Via Ardeatina                   |                                                                               |            |
| Porta San Paolo                       | Porta Ostiensis           | Via Ostiensis                   | Naast de Piramide van Cestius                                                 |            |

#### Op de westelijke oever van de Tiber
| Huidige naam                                  | Oorspronkelijk   | Weg            | Bijzonderheden                                                        | Afbeelding |
| --------------------------------------------- | ---------------- | -------------- | --------------------------------------------------------------------- | ---------- |
| Porta Portuensis                              | Porta Portuensis | Via Portuensis | Afgebroken in 1643                                                    |            |
| Porta Aurelia, of Porta Pancratiana           | Porta Aurelia    | Via Aurelia    | Afgebroken in 1644 en vervangen door de Porta San Pancrazio           |            |
| Porta Settimiana                              | Porta Septimiana |                | Herbouwd in 1498                                                      |            |
| Porta Cornelia, of Porta Aurelia Sancti Petri | Porta Cornelia   | Via Cornelia   | Bij de Engelenburcht. Gebouwd rond 403. Afgebroken na de middeleeuwen |            |